# OpenRC
OpenRC és un sistema d'inicialització basat en dependències, neutral del nucli i de la distribució emprades. Lleuger, ràpid i dissenyat per a sistemes Unix-like. Requerint al sistema un consum de recursos mínim i essent de fàcil personalització. Això fa que sigui utilitzat en distribucions BSD i distribucions Linux com Gentoo, Devuan, Alpine Linux o Artix Linux. Escrit principalment en llenguatge C i sota llicència BSD.
Desenvolupat per Roy Marples, un desenvolupador de NetBSD, per a Gentoo com un conjunt de scripts. Aquests anaven exexecutant-se i finalitzant en una seqüència similar als de SysV init. OpenRC és considerat com una evolució de rc.d i actualment és mantingut per desenvolupadors de Gentoo.